# Clystea
Clystea är ett släkte av fjärilar. Clystea ingår i familjen björnspinnare.

## Bildgalleri

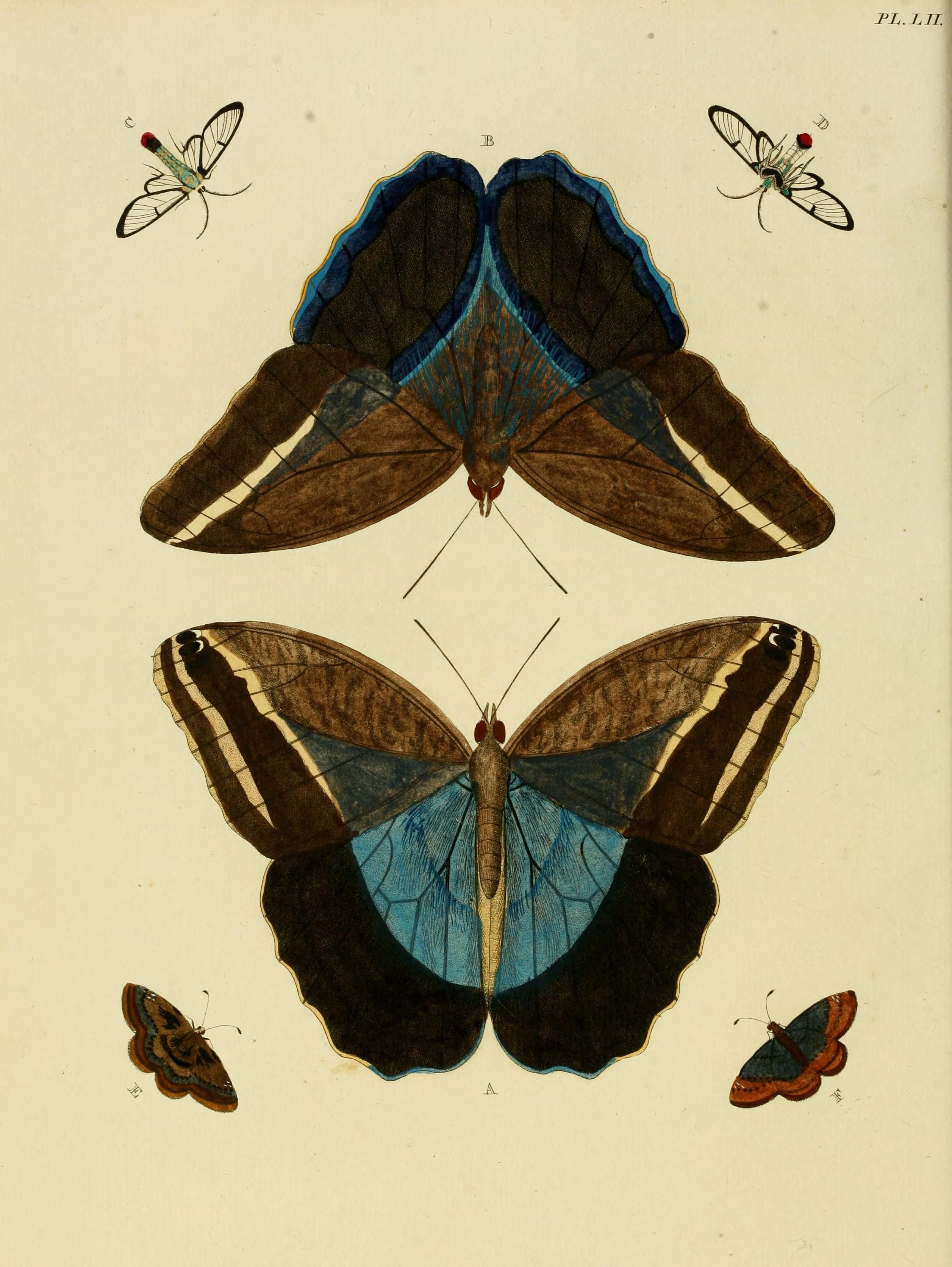

## Dottertaxa tillClystea, i alfabetisk ordning[1]
- Clystea andromacha
- Clystea aner
- Clystea auriflua
- Clystea carnicauda
- Clystea daltha
- Clystea dorsilineata
- Clystea eburneifera
- Clystea eliza
- Clystea fervens
- Clystea finalis
- Clystea flava
- Clystea frigida
- Clystea fulvicauda
- Clystea gracilis
- Clystea innotata
- Clystea jacksoni
- Clystea langleyi
- Clystea laudamia
- Clystea lepida
- Clystea leucaspis
- Clystea ocina
- Clystea paulista
- Clystea pennata
- Clystea platyzona
- Clystea restricta
- Clystea rubipectus
- Clystea rubra
- Clystea sanctula
- Clystea sanguiflua
- Clystea sarcosoma
- Clystea serrana
- Clystea stipata
- Clystea tenuistriga
- Clystea tenumarginata